# Stadio Valle Anzuca
Stadio Valle Anzuca – wielofunkcyjny stadion w Francavilla al Mare, we Włoszech. Obiekt może pomieścić 1500 widzów. Swoje spotkania rozgrywają na nim piłkarze klubu ASD Francavilla Calcio. Obiekt był jedną z aren turnieju piłkarskiego na Igrzyskach Śródziemnomorskich 2009.